# Hermann Nattkämper
Hermann Nattkämper (* 4. Oktober 1911 in Gladbeck; † 2. April 2005 ebenda) war ein deutscher Fußballspieler und zweimal deutscher Meister mit dem FC Schalke 04.

## Karriere
Mit 14 Jahren wurde der gelernte Mittelläufer 1925 Mitglied des Vereins Preußen Gladbeck. Als der Vereinswirt ihn wegen eines verschossenen Elfmeters kritisierte, verließ er den Verein und wechselte 1930 zum FC Schalke 04. Dort wurde er 1934 und 1935 Deutscher Meister.
1936 verließ er nach 74 Spielen und 27 Toren den FC Schalke 04 und wirkte fortan als Stadtamtmann und im elterlichen Getränkegroßhandel. Während des Zweiten Weltkrieges geriet er in sowjetische Gefangenschaft und spielte dort in einer Danziger Mannschaft.
Hermann Nattkämper war das letzte noch lebende Mitglied des legendären „Schalker Kreisels“, zu dem auch Ernst Kuzorra und Fritz Szepan zählten.